# Seal (álbum de 1991)
Seal é o álbum de estreia do cantor e compositor britânico Seal, lançado em 1991.
A música "Crazy" foi regravada por Me First and the Gimme Gimmes em seu álbum Take a Break, por Mushroomhead em seu álbum XIII, pela banda Talisman em seu álbum Life de 1995, por Alanis Morissette em seu álbum de compilação Alanis Morissette: The Collection, gravado em 2005, e pela banda alemã de power metal Iron Savior.
Foram lançadas duas versões do álbum, com diferenças maiores e menores na duração de quatro canções.
O álbum foi o vencedor do Brit Awards em 1992 na categoria Melhor Álbum Britânico.
| Críticas profissionais                                                      | Críticas profissionais |
| Avaliações da crítica                                                       | Avaliações da crítica  |
| Fonte                                                                       | Avaliação              |
| --------------------------------------------------------------------------- | ---------------------- |
| allmusic                                                                    | [ 2 ]                  |
| Esta tabela precisa de ser acompanhada por texto em prosa. Consulte o guia. |                        |

## Faixas
| #  | Faixa                  | Compositores        | Duração   |
| -- | ---------------------- | ------------------- | --------- |
| 1. | "The Beginning"        | Seal, Guy Sigsworth | 5:40      |
| 2. | "Deep Water"           | Seal                | 5:56      |
| 3. | "Crazy"                | Seal                | 4:47/5:57 |
| 4. | "Killer"               | Adam Tinley, Seal   | 6:22      |
| 5. | "Whirlpool"            | Seal                | 3:56/3:51 |
| 6. | "Future Love Paradise" | Seal                | 4:20      |
| 7. | "Wild"                 | Seal, Sigsworth     | 5:19/5:28 |
| 8. | "Show Me"              | Seal                | 5:59      |
| 9. | "Violet"               | Seal, Sigsworth     | 8:06/8:31 |

## Desempenho nas paradas

### Singles
| Ano  | Single          | Parada                             | Posição |
| ---- | --------------- | ---------------------------------- | ------- |
| 1991 | "Crazy"         | Hot Dance Music/Maxi-Singles Sales | 17      |
| 1991 | "Crazy"         | Modern Rock Tracks                 | 5       |
| 1991 | "Crazy"         | The Billboard Hot 100              | 7       |
| 1991 | "The Beginning" | Dance Music/Club Play Singles      | 6       |
| 1991 | "The Beginning" | Hot Dance Music/Maxi-Singles Sales | 36      |
| 1992 | "Killer"        | Dance Music/Club Play Singles      | 9       |
| 1992 | "Killer"        | Hot Dance Music/Maxi-Singles Sales | 14      |
| 1992 | "Killer"        | The Billboard Hot 100              | 100     |